# 宝界桥
31°31′02″N 120°14′25″E / 31.51721°N 120.24024°E
宝界桥位于中国江苏省无锡市西南部滨湖区蠡湖的最窄处，包括分别建于1934年和1994年的并列的新老两座桥梁，将蠡湖分为东蠡湖和西蠡湖，也是由无锡市区通往鼋头渚风景区以及唐城、三国城、水浒城的孔道。

## 特点
新老两座宝界桥分别为无锡籍著名实业家荣德生和荣智健祖孙二人捐建。1934年，荣德生六十大寿，他将亲友馈赠的寿仪六万余元尽数捐出，用173天时间，在宝界山前建成老桥，桥长375米，宽5.6米，桥身有60个桥孔。
1994年，由于鼋头渚风景区的发展，中央电视台又在宝界山以南陆续建有唐城，三国城，水浒城作为影视基地，吸引来大批游客，致使宝界桥形成严重的交通拥塞问题。于是荣智健捐资3000万元，在老桥东侧10米处，再建新桥，桥宽18.5米，长390.74米，于1994年10月16日举行通车典礼。桥北亭中立碑，刻有“宝界双虹”四字。

## 交通
- 72路（金城桥－梅园）：经过宝界桥北，可达蠡湖公园、蠡湖中央公园、渔父岛（西堤）、蠡湖之光（百米高喷）、卧石醉波、渤公岛生态公园等景区。
- 212路（鼋头渚－统一嘉园、？嶂）：经过宝界桥南、到达唐城，三国城，水浒城。
- 1路（火车站－鼋头渚公园充山大门）：经过蠡湖公园、蠡园，过宝界桥，到达鼋头渚公园。
- 9路（公交三场—白？）：经过东蠡湖沿岸的蠡湖公园、蠡园，过宝界桥，到唐城。
- 82路（火车站—统一嘉园）：经过东蠡湖沿岸的蠡湖公园、蠡园，过宝界桥，到达唐城，三国城，水浒城。
- 315路（公交三场—南洋学校）：经过宝界桥、唐城。

## 图库

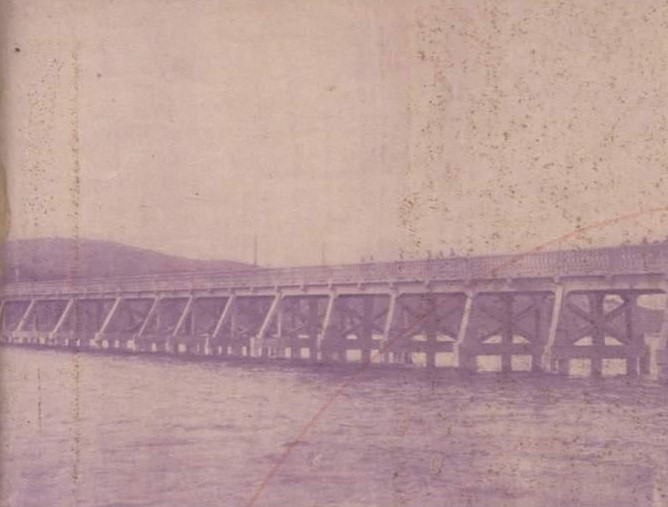
1930年老宝界桥
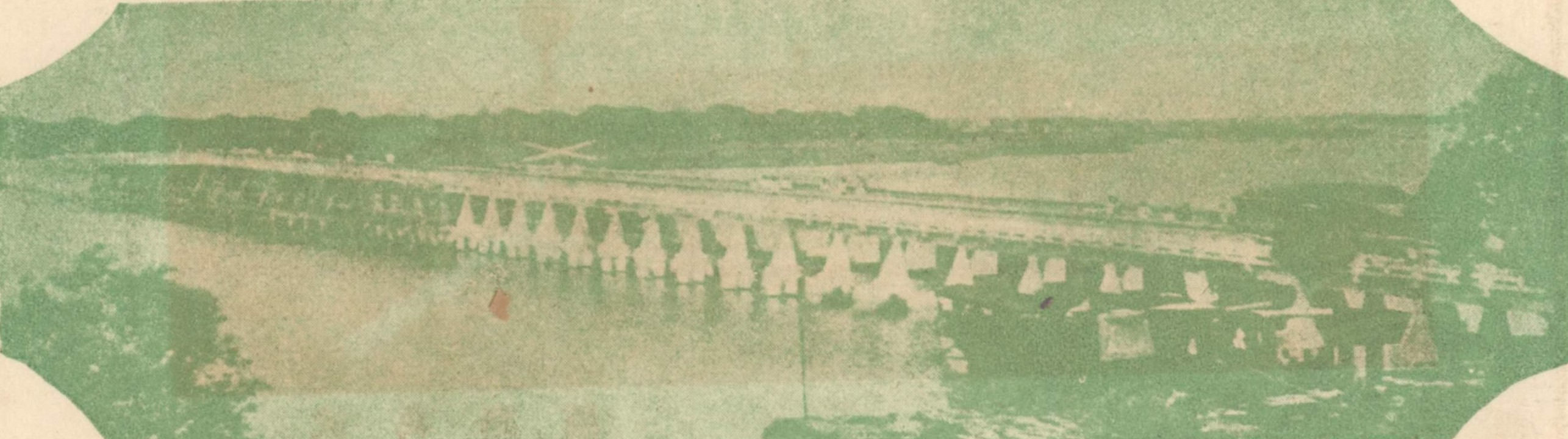
1934年宝界桥
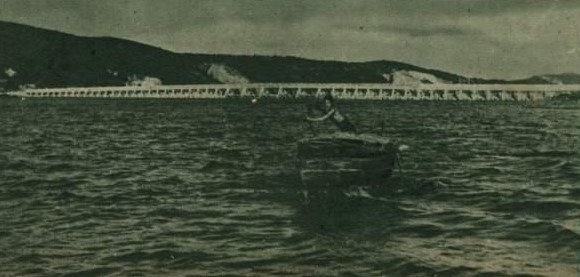
1934年宝界桥